# Geografia dos Estados Unidos
A geografia dos Estados Unidos é extremamente diversificada, em parte, por causa da grande extensão territorial do país, que é o quarto maior do mundo. Os Estados Unidos compreendem grande parte da América do Norte, limitando a norte com o Canadá, a leste com o oceano Atlântico, a sul com o golfo do México e com o próprio México, e a oeste com o oceano Pacífico.
O país possui grandes florestas temperadas na costa leste e noroeste, pantanais na Flórida, grandes planícies  e o sistema fluvial do Mississippi-Missouri na região central, as Montanhas Rochosas a oeste das planícies, desertos e zonas costeiras a oeste das Montanhas Rochosas e florestas úmidas temperadas no noroeste da costa do Pacífico. As regiões árcticas do Alasca e as ilhas vulcânicas do Havaí aumentam ainda a diversidade geográfica e climática.
O mapa político dos Estados Unidos está dividido em três distintas seções: O Alasca, conectado em terra apenas com o Canadá, à leste; o Havaí, um arquipélago localizado no meio do Oceano Pacífico, e os Estados Unidos Continental, que compreende os 48 Estados localizados na América do Norte que possui uma área de 7 824 535,379 km².
E também o país foi colonizado pela Inglaterra, ou seja, os ingleses, de onde vem a tradicional língua inglesa americana.

## Clima

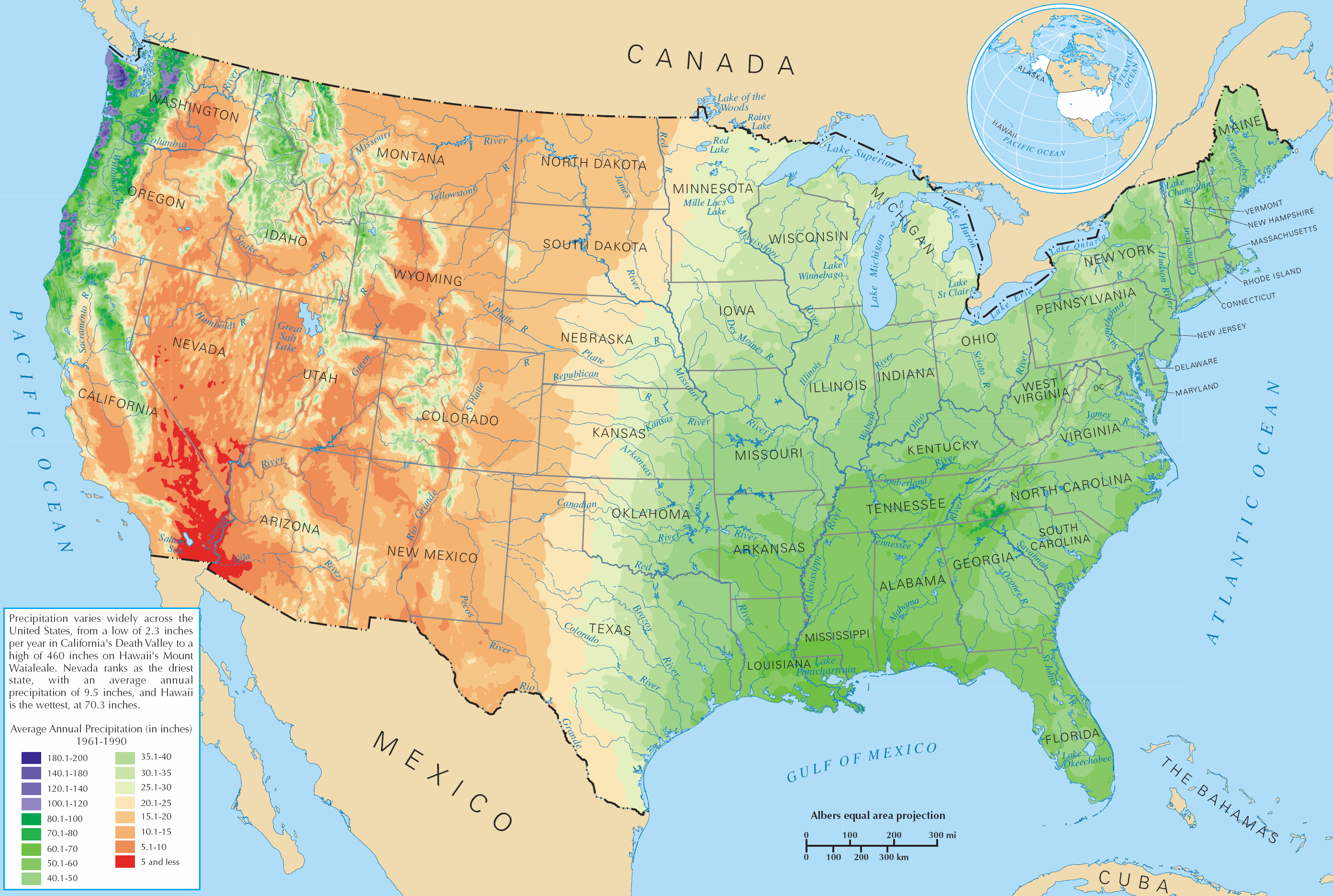
Precipitação média dos Estados Unidos (Em Polegadas)

Devido à grande extensão territorial dos Estados Unidos, o clima do país varia muito. A Flórida possui um clima subtropical, enquanto o Alasca possui um clima polar. Vastas porções do país têm um clima continental. Algumas partes dos Estados Unidos, em particular partes da Califórnia, têm um clima mediterrânico. No geral, porém, a maior parte dos Estados Unidos possui um clima temperado ou sub-tropical
A temperatura média anual varia de -13 °C em Barrow, Alasca, a 25,7 °C, no Vale da Morte, Califórnia. A temperatura mais alta já registrada no país foi no Vale da Morte, Califórnia, alcançando 57 °C, em 10 de julho de 1913. A temperatura mais baixa já registrada foi em Barrow, Alasca, alcançando -62 °C, em 23 de janeiro de 1971

## Relevo
Os Estados Unidos dispõem de três grandes faixas de relevo do leste para o oeste e são classicamente divididos segundo a Divisória Continental da América do Norte. A região oeste do país é formada por um relevo recente da era secundária e terciária; no centro-oeste do país elevam-se as Montanhas Rochosas, com  que ultrapassam os 4000m, enquanto que na costa noroeste do Alasca dominam as Montanhas Costeiras. Na costa da Califórnia a Cadeia Costeira do Pacífico é interrompida pelo estreito Golden Gate, que é o ponto de ligação do vale central da Califórnia com o mar.
O ponto mais alto dos Estados Unidos é o Monte McKinley, no Alasca. Fora do Alasca, o ponto mais elevado é o Monte Whitney, na Califórnia.
A região do Midwest é dominada pelas Grandes Planícies.
A maior ilha do país é a Ilha Havai, com 10 433 km².

### Extremos altimétricos por estado
| Estado/Distrito    | Ponto mais alto  | Altitude máxima   | Ponto mais baixo              | Altitude mínima  | Altitude média   | Diferença altimétrica |
| ------------------ | ---------------- | ----------------- | ----------------------------- | ---------------- | ---------------- | --------------------- |
| Alabama            | Monte Cheaha     | 2 413 pé/735 m    | Golfo do México               | 0 pé/0 m         | 500 pé/152 m     | 2 413 pé/735 m        |
| Alasca             | Monte McKinley   | 20 320 pé/6 194 m | Oceano Pacífico               | 0 pé/0 m         | 1 900 pé/579 m   | 20 320 pé/6 194 m     |
| Arizona            | Humphreys Peak   | 12 637 pé/3 852 m | Rio Colorado                  | 70 pé/21 m       | 4 100 pé/1 250 m | 12 567 pé/3 830 m     |
| Arkansas           | Monte Magazine   | 2 753 pé/839 m    | Rio Ouachita                  | 55 pé/17 m       | 650 pé/198 m     | 2 698 pé/822 m        |
| Califórnia         | Monte Whitney    | 14 505 pé/4 421 m | Bacia Badwater, Vale da Morte | −282 pé/−86 m    | 2 900 pé/884 m   | 14 787 pé/4 507 m     |
| Carolina do Norte  | Monte Mitchell   | 6 684 pé/2 037 m  | Oceano Atlântico              | 0 pé/0 m         | 700 pé/213 m     | 6 684 pé/2 037 m      |
| Carolina do Sul    | Monte Sassafras  | 3 560 pé/1 085 m  | Oceano Atlântico              | 0 pé/0 m         | 350 pé/107 m     | 3 560 pé/1 085 m      |
| Colorado           | Monte Elbert     | 14 440 pé/4 401 m | Rio Arikaree                  | 3 317 pé/1 011 m | 6 800 pé/2 073 m | 11 123 pé/3 390 m     |
| Connecticut        | Monte Frissell   | 2 380 pé/725 m    | Long Island Sound             | 0 pé/0 m         | 500 pé/152 m     | 2 380 pé/725 m        |
| Dakota do Norte    | White Butte      | 3 506 pé/1 069 m  | Rio Red do Norte              | 750 pé/229 m     | 1 900 pé/579 m   | 2 756 pé/840 m        |
| Dakota do Sul      | Pico Black Elk   | 7 244 pé/2 208 m  | Lago Big Stone                | 966 pé/294 m     | 2 200 pé/671 m   | 6 278 pé/1 914 m      |
| Delaware           | Ebright Azimuth  | 451 pé/137 m      | Oceano Atlântico              | 0 pé/0 m         | 60 pé/18 m       | 451 pé/137 m          |
| Washington, D.C.   | Fort Reno        | 410 pé/125 m      | Rio Potomac                   | 1 pé/0 m         | 150 pé/46 m      | 409 pé/125 m          |
| Flórida            | Britton Hill     | 345 pé/105 m      | Oceano Atlântico              | 0 pé/0 m         | 100 pé/30 m      | 345 pé/105 m          |
| Geórgia            | Brasstown Bald   | 4 784 pé/1 458 m  | Oceano Atlântico              | 0 pé/0 m         | 600 pé/183 m     | 4 784 pé/1 458 m      |
| Hawaii             | Mauna Kea        | 13 803 pé/4 207 m | Oceano Pacífico               | 0 pé/0 m         | 3 030 pé/924 m   | 13 803 pé/4 207 m     |
| Idaho              | Borah Peak       | 12 668 pé/3 861 m | Rio Snake                     | 710 pé/216 m     | 5 000 pé/1 524 m | 11 958 pé/3 645 m     |
| Illinois           | Charles Mound    | 1 235 pé/376 m    | Rio Mississippi               | 279 pé/85 m      | 600 pé/183 m     | 956 pé/291 m          |
| Indiana            | Hoosier Hill     | 1 257 pé/383 m    | Rio Ohio                      | 320 pé/98 m      | 700 pé/213 m     | 937 pé/286 m          |
| Iowa               | Hawkeye Point    | 1 670 pé/509 m    | Rio Mississippi               | 480 pé/146 m     | 1 100 pé/335 m   | 1 190 pé/363 m        |
| Kansas             | Monte Sunflower  | 4 039 pé/1 231 m  | Rio Verdigris                 | 679 pé/207 m     | 2 000 pé/610 m   | 3 360 pé/1 024 m      |
| Kentucky           | Monte Black      | 4 145 pé/1 263 m  | Rio Mississippi               | 257 pé/78 m      | 750 pé/229 m     | 3 888 pé/1 185 m      |
| Louisiana          | Monte Driskill   | 535 pé/163 m      | Nova Orleães                  | −8 pé/−2 m       | 100 pé/30 m      | 543 pé/166 m          |
| Maine              | Monte Katahdin   | 5 268 pé/1 606 m  | Oceano Atlântico              | 0 pé/0 m         | 600 pé/183 m     | 5 268 pé/1 606 m      |
| Maryland           | Hoye-Crest       | 3 360 pé/1 024 m  | Oceano Atlântico              | 0 pé/0 m         | 350 pé/107 m     | 3 360 pé/1 024 m      |
| Massachusetts      | Monte Greylock   | 3 492 pé/1 064 m  | Oceano Atlântico              | 0 pé/0 m         | 500 pé/152 m     | 3 492 pé/1 064 m      |
| Michigan           | Monte Arvon      | 1 979 pé/603 m    | Lago Erie                     | 571 pé/174 m     | 900 pé/274 m     | 1 408 pé/429 m        |
| Minnesota          | Monte Eagle      | 2 301 pé/701 m    | Lago Superior                 | 601 pé/183 m     | 1 200 pé/366 m   | 1 700 pé/518 m        |
| Mississippi        | Monte Woodall    | 807 pé/246 m      | Golfo do México               | 0 pé/0 m         | 300 pé/91 m      | 807 pé/246 m          |
| Missouri           | Monte Taum Sauk  | 1 772 pé/540 m    | Rio Saint Francis             | 230 pé/70 m      | 800 pé/244 m     | 1 542 pé/470 m        |
| Montana            | Granite Peak     | 12 807 pé/3 904 m | Rio Kootenai                  | 1 800 pé/549 m   | 3 400 pé/1 036 m | 11 007 pé/3 355 m     |
| Nebraska           | Panorama Point   | 5 424 pé/1 653 m  | Rio Missouri                  | 840 pé/256 m     | 2 600 pé/792 m   | 4 584 pé/1 397 m      |
| Nevada             | Boundary Peak    | 13 147 pé/4 007 m | Rio Colorado                  | 479 pé/146 m     | 5 500 pé/1 676 m | 12 668 pé/3 861 m     |
| New Hampshire      | Monte Washington | 6 288 pé/1 917 m  | Oceano Atlântico              | 0 pé/0 m         | 1 000 pé/305 m   | 6 288 pé/1 917 m      |
| Nova Jersey        | High Point       | 1 803 pé/550 m    | Oceano Atlântico              | 0 pé/0 m         | 250 pé/76 m      | 1 803 pé/550 m        |
| Novo México        | Wheeler Peak     | 13 167 pé/4 013 m | Red Bluff Reservoir           | 2 842 pé/866 m   | 5 700 pé/1 737 m | 10 325 pé/3 147 m     |
| Nova Iorque        | Monte Marcy      | 5 344 pé/1 629 m  | Oceano Atlântico              | 0 pé/0 m         | 1 000 pé/305 m   | 5 344 pé/1 629 m      |
| Ohio               | Campbell Hill    | 1 550 pé/472 m    | Rio Ohio                      | 455 pé/139 m     | 850 pé/259 m     | 1 095 pé/334 m        |
| Oklahoma           | Black Mesa       | 4 973 pé/1 516 m  | Rio Little                    | 289 pé/88 m      | 1 300 pé/396 m   | 4 684 pé/1 428 m      |
| Oregon             | Monte Hood       | 11 249 pé/3 429 m | Oceano Pacífico               | 0 pé/0 m         | 3 300 pé/1 006 m | 11 249 pé/3 429 m     |
| Pensilvânia        | Monte Davis      | 3 213 pé/979 m    | Rio Delaware                  | 0 pé/0 m         | 1 100 pé/335 m   | 3 213 pé/979 m        |
| Rhode Island       | Jerimoth Hill    | 812 pé/247 m      | Oceano Atlântico              | 0 pé/0 m         | 350 pé/107 m     | 812 pé/247 m          |
| Tennessee          | Clingmans Dome   | 6 643 pé/2 025 m  | Rio Mississippi               | 178 pé/54 m      | 900 pé/274 m     | 6 465 pé/1 971 m      |
| Texas              | Guadalupe Peak   | 8 751 pé/2 667 m  | Golfo do México               | 0 pé/0 m         | 1 700 pé/518 m   | 8 751 pé/2 667 m      |
| Utah               | Kings Peak       | 13 528 pé/4 123 m | Beaver Dam Wash               | 2 000 pé/610 m   | 6 100 pé/1 859 m | 11 528 pé/3 514 m     |
| Vermont            | Monte Mansfield  | 4 395 pé/1 340 m  | Lago Champlain                | 95 pé/29 m       | 1 000 pé/305 m   | 4 300 pé/1 311 m      |
| Virgínia           | Mount Rogers     | 5 729 pé/1 746 m  | Oceano Atlântico              | 0 pé/0 m         | 950 pé/290 m     | 5 729 pé/1 746 m      |
| Virgínia Ocidental | Spruce Knob      | 4 863 pé/1 482 m  | Rio Potomac                   | 240 pé/73 m      | 1 500 pé/457 m   | 4 623 pé/1 409 m      |
| Washington         | Monte Rainier    | 14 410 pé/4 392 m | Oceano Pacífico               | 0 pé/0 m         | 1 700 pé/518 m   | 14 410 pé/4 392 m     |
| Wisconsin          | Timms Hill       | 1 951 pé/595 m    | Lago Michigan                 | 579 pé/176 m     | 1 050 pé/320 m   | 1 372 pé/418 m        |
| Wyoming            | Pico Gannett     | 13 809 pé/4 209 m | Rio Belle Fourche             | 3 099 pé/945 m   | 6 700 pé/2 042 m | 10 710 pé/3 264 m     |

## Paisagem
A paisagem dos Estados Unidos varia de região para região. O país possui grandes florestas temperadas na costa leste, e no noroeste, pantanais na Georgia, grandes planícies e o sistema fluvial do Mississippi-Missouri na região central, as Montanhas Rochosas a oeste das planícies, desertos e zonas costeiras a oeste das Montanhas Rochosas, e florestas úmidas temperadas no noroeste da costa do Pacífico. As regiões árticas ao norte do Alasca e as ilhas vulcânicas do Havaí aumentam ainda a diversidade geográfica e climática do país.
O mapa político dos Estados Unidos está dividido em três distintas secções: O Alasca, conectado em terra apenas com o Canadá, a leste; o Havaí, um arquipélago localizado no meio do Oceano Pacífico, e os Estados Unidos Continentais, que compreendem os 48 Estados localizados a sul do Canadá. A fronteira dos Estados Unidos Continentais com o Canadá é a mais longa fronteira contínua do mundo, sendo terrestre e lacustre. Os Estados Unidos possuem três fronteiras terrestres, duas com o Canadá (norte dos 48 Estados continentais e a leste do Alasca) e uma com o México. Os Estados Unidos também fazem fronteira marítima com a Rússia, a oeste do Alasca, através do Estreito de Bering.